# Санта Ана
Вижте пояснителната страница за други значения на Санта Ана.
Санта Ана (на английски: Santa Ana – Света Ана) е най-големият град в окръг Ориндж и негов окръжен център в щата Калифорния, САЩ.
Има население от 350 455 жители (2005), общата площ на града е 71 км².
Санта Ана е разположена на 16 км от океана във вътрешността на щата. Магистралата „Санта Ана“ (Междущатска магистрала 5) преминава през града.
Санта Ана е основана през 1869 г., а получава статут на град през 1886 г.

## Известни личности
Родени в Санта Ана
- Ричард Скот Пратер (1921 – 2007), писател
- Майкъл Джордан (р. 1987), актьор
- Мишел Пфайфър (р. 1958), актриса